# Tommaso da Frignano
Tommaso da Frignano (ur. 1305 w Modenie – zm. 19 listopada 1381 w Rzymie) – włoski kardynał okresu wielkiej schizmy zachodniej.

## Życiorys
W młodości wstąpił do zakonu franciszkanów. 1352–1360 prowincjał zakonu w Bolonii. W 1364 był jednym z założycieli fakultetu teologicznego na Uniwersytecie w Bolonii. 1367–1372 generał zakonu franciszkanów. W trakcie pełnienia tej funkcji oskarżano go o herezję, co skutkowało przejściowym zawieszeniem go w sprawowaniu urzędu, ostatecznie jednak papież Urban V uznał go za niewinnego. W 1372 wybrany patriarchą Grado. W latach 1372–73 mediował z ramienia papieża Grzegorza XI między Republkią Genui a Cyprem, Republiką Wenecką a Padwą oraz w wewnętrznym konflikcie w Republice Genui.
Kiedy w 1378 wybuchł spór między papieżem Urbanem VI a kardynałami, który zaowocował wyborem antypapieża Klemensa VII i zapoczątkował Wielką Schizmę Zachodnią, Tommaso da Frignano stanął po stronie Urbana VI. W nagrodę za to 18 września 1378 został mianowany kardynałem prezbiterem SS. Nereo e Achilleo, zachowując jednocześnie patriarchat Grado. Sprawował funkcję wikariusza generalnego zakonu franciszkańskiego po tym, jak generał zakonu Leonardo Rossi poparł Klemensa VII.  Uczestniczył w procesie kanonizacyjnym Brygidy Szwedzkiej. 30 maja 1380 został mianowany kardynałem biskupem Frascati. Zmarł we franciszkańskim konwencie Santa Maria in Aracoeli w Rzymie, jego śmierci towarzyszył tzw. "zapach świętości".